# MedlinePlus
MedlinePlus — сайт, що містить інформацію у галузі охорони здоров'я з однієї з найбільших медичних бібліотек світу — Національної Бібліотеки Медицини, Національного Інституту Здоров'я (США) (англ. National Library of Medicine, National Institutes of Health (U.S.). Інтерфейс: англійська, іспанська.
MedlinePlus містить в собі:
- Інформацію Національного Інституту Здоров'я (США) та з інших джерел про більш ніж 650 захворювань
- Інтерактивні навчальні програми
- Перелік лікарень та лікарів
- Медичну енциклопедію (adam.com Health Illustrated Encyclopedia)
- Медичний словник (Merriam-Webster)
- Медичну інформацію іспанською мовою
- Вичерпну інформацію про лікарські засоби
- Медичну інформацію з джерел масової інформації
- Посилання на тисячі клінічних випробуваннь лікарських засобів

Переважна більшість статей використовується для формування оглядів з доказової медицини.
В Українській Вікіпедії використовуються прямі посилання на MedlinePlus у статтях, що описують захворювання у Шаблоні: Хвороба.